# Heike Thoms
Heike Thoms (* 1. November 1968) ist eine ehemalige deutsche Tennisspielerin.

## Werdegang
Thoms spielte beim Flensburger TC und galt Mitte der 1980er Jahre im bundesdeutschen Damen-Tennis als eines der größten Talente. Ab 1985 nahm sie an Profiturnieren teil. Im August 1986 in Rheda-Wiedenbrück, im Oktober 1986 in Makarska, im Juli 1988 in Ettenheim, im Januar 1990 in Bamberg, im August 1990 in Paderborn, im Oktober 1991 in Flensburg, im Januar 1993 in Coburg, im März 1994 in Offenbach, im Oktober 1995 sowie 1996 in Burgdorf, im Dezember 1995 in Salzburg und im Februar 1996 in Rungsted erreichte sie jeweils das Endspiel. Siege in diesen Endspielen errang sie in Ettenheim 1988, in Bamberg 1990, in Flensburg 1991, in Coburg 1993 sowie in Burgdorf und Salzburg 1995.
Im Mai 1988 stand Thoms bei den Internationale Deutsche Meisterschaften in Berlin und im Oktober 1990 beim WTA-Tier-II-Turnier von Filderstadt in der Runde der besten 32 Spielerinnen.
Ihre höchste Platzierung in der Weltrangliste erreichte Thoms im August 1988 im Einzel mit dem 128. Platz und im Doppel im August 1990 mit dem 301. Platz. 1987 wurde sie vom Tennisverband Schleswig-Holstein mit der Leistungsnadel in Gold ausgezeichnet.
Ihr Bruder Arne spielte ebenfalls leistungsbezogen Tennis. Als Trainerin wurde Heike Thoms, die zeitweise für den TC Saarlouis spielte, beim TC Halberg-Brebach tätig. Vom Saarländischen Tennisbund wurde sie als Trainerin des Jahres 2016 geehrt.

## Erfolge

### Einzel
Turniersiege 
| Nr. | Datum         | Turnier   | Kategorie   | Belag           | Finalgegnerin     | Ergebnis      |
| --- | ------------- | --------- | ----------- | --------------- | ----------------- | ------------- |
| 1.  | Juli 1988     | Ettenheim | ITF $25.000 | Sand            | Tanja Weigl       | 4:6, 6:4, 6:3 |
| 2.  | Januar 1990   | Bamberg   | ITF 10.000  | Teppich (Halle) | Katja Oeljeklaus  | 7:5, 6:3      |
| 3.  | November 1991 | Flensburg | ITF $10.000 | Teppich (Halle) | Nancy Feber       | 7:63, 6:4     |
| 4.  | Januar 1993   | Coburg    | ITF $10.000 | Teppich (Halle) | Gabriela Mach     | 4:6, 6:2, 7:5 |
| 5.  | Oktober 1995  | Burgdorf  | ITF $10.000 | Teppich (Halle) | Jana Macurová     | 6:1, 3:6, 6:2 |
| 6.  | November 1995 | Salzburg  | ITF $10.000 | Teppich (Halle) | Patricia Wartusch | 7:5, 7:61     |

### Doppel
Turniersiege 
| Nr. | Datum       | Turnier   | Kategorie   | Belag           | Partnerin        | Finalgegnerinnen                | Ergebnis |
| --- | ----------- | --------- | ----------- | --------------- | ---------------- | ------------------------------- | -------- |
| 1.  | Januar 1990 | Bamberg   | ITF 10.000  | Teppich (Halle) | Sabine Auer      | Cora Hofmann Alexandra Seifarth | 6:4, 6:2 |
| 2.  | August 1990 | Paderborn | ITF $10.000 | Sand            | Tanja Hauschildt | Julia Apostoli Anna Mirza       | 6:3, 6:1 |